# Washington Luiz Mascarenhas Silva
Washington Luiz Mascarenhas Silva (São José dos Campos, 17 juli 1978) is een Braziliaans voetballer.